# Le Poison de l'humanité
Le Poison de l'humanité è un cortometraggio muto del 1911 diretto da Émile Chautard e Victorin-Hippolyte Jasset.

## Produzione
Il film fu prodotto dalla Société Française des Films Éclair.

## Distribuzione
Uscì nelle sale cinematografiche francesi 24 novembre 1911. Con il titolo Alcohol: The Poison of Humanity, fu distribuito negli Stati Uniti il 10 marzo 1912 dalla Motion Picture Distributors and Sales Company.